# American Pie (chanson)
Pour les articles homonymes, voir American Pie.
Singles de Don McLean
Vincent
(1972)
American Pie est le titre d'une chanson de Don McLean, auteur-compositeur-interprète de rock américain, qui rend principalement hommage aux rockeurs morts dans un accident d'avion le 3 février 1959, « le jour où la musique est morte » (The Day the Music Died en anglais).
Enregistrée et diffusée en 1971, elle est le premier titre de l'album du même nom. À sa sortie en simple, en 1972, elle reste en tête des ventes pendant quatre semaines. Longue de huit minutes et demie, la chanson relate l'histoire du rock 'n' roll à travers une série d'allusions, de l'accident d'avion en 1959 où sont morts Buddy Holly, Ritchie Valens et J.P. Richardson Jr., au début des années 1970, époque à laquelle est composée la chanson. 
L'interprétation des paroles de la chanson est l'objet de nombreuses controverses. Si McLean a clairement dédicacé l'album à Buddy Holly, la chanson ne mentionne explicitement que le nom d'un seul chanteur, John Lennon. Si certaines des allusions sont aisément décodées, d'autres suscitent de longs débats, que Don McLean a refusé de trancher. Ainsi, à un journaliste lui demandant des explications sur les paroles, Don McLean répondait : « Désolé de vous laisser vous débrouiller tout seul, mais j'ai compris il y a bien longtemps qu'un compositeur doit écrire puis passer à autre chose. ».
American Pie fait partie du patrimoine musical américain, et à ce titre, la chanson a été de nombreuses fois reprise, parodiée et commentée.
La chanson a été adaptée en français par Claude François, avec pour titre Feu de paille, face B du 45 tours Quand l'épicier ouvre sa boutique sorti en octobre 1972.
Dans le texte, le chanteur justifie son virage artistique, passant des adaptations soul et pop rock américaines de la Tamla Motown, à une variété plus populaire.

## Enregistrement et sortie

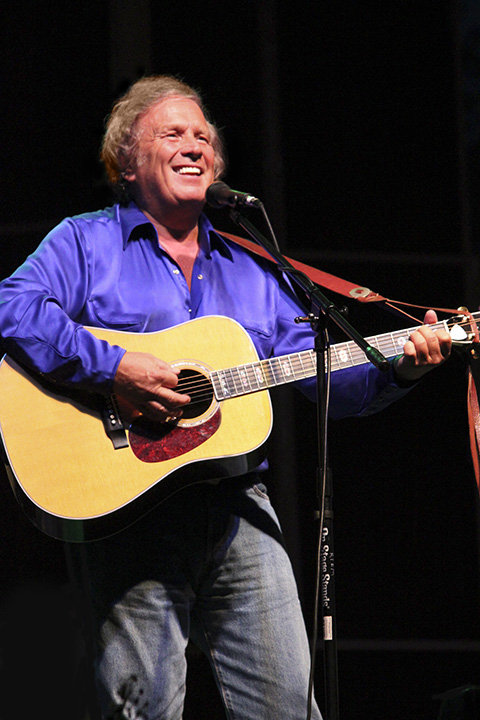
Don McLean en concert, Westport, 2009.

L'enregistrement d'American Pie s'est déroulé le 26 mai 1971. Son premier passage radio a lieu un mois plus tard, le 26 juin, en hommage à la fermeture de la légendaire scène rock de New York, Fillmore East, prévue le lendemain. Le single sort finalement en 45 tours en octobre, avec Empty Chairs sur la face B. Le mois suivant, la version longue de la chanson — plus de huit minutes — sort également : la chanson est alors répartie sur les deux faces du disque. Les singles sont édités par le label United Artists.
American Pie apparaît dans les classements de Billboard le 27 novembre et atteint la première position le 15 janvier 1972, qu'il garde jusqu'au 5 février.

## Interprétations
Le site de Don McLean décrit ainsi le sens d'American Pie : 
« American Pie est une chanson autobiographique sur la vie de Don McLean du milieu des années 1950 à la fin des années 1960. Sa vie y est présentée à travers l'évolution de la musique populaire dans cette période, et le passage de la légèreté des années 1950 à la période sombre de la fin des années 1960. »

## Reprises
- 1972 : Claude François - Feu de paille
- 2000 : Madonna - American Pie
- 2013 : The King's Singers - Original Album Classics
- 2021 : Home Free - American pie

### Reprise de Madonna
American Pie est reprise par la chanteuse américaine Madonna dans une version pop/dance pour la bande originale du film Un couple presque parfait. Cette version dure 4 minutes 32. Elle est enregistrée en novembre 1999 et est publiée en février 2000
Dans une scène du film Un couple presque parfait, Abbie, le personnage principal et ses amis assistent aux funérailles d'un ami emporté par le sida et lors de l'inhumation, ceux-ci chantent un morceau d'American Pie. Après avoir tourné la scène, Rupert Everett convainc Madonna d'enregistrer sa propre version de la chanson et de l'inclure dans la bande originale du film.
La chanson a finalement été  produite par William Orbit qui avait déjà travaillé avec la chanteuse sur l'album Ray of Light.
Le titre est donc disponible sur la B.O. mais également comme titre bonus sur l'album Music, sauf aux États-Unis. Dans une interview accordée à Jo Whiley sur la BBC en 2001, Madonna admet avoir regretté cette décision car elle avait été contrainte d'ajouter le titre sur Music à cause des pressions exercées par un cadre de sa maison de disques. Ainsi, le titre n'apparait pas sur la compilation GHV2.
On retrouve aussi la chanson originale dans la B. O. du film Finch sorti en 2021. 

#### Clip vidéo
Réalisée par Philipp Stölzl le 10 janvier 2000 à Londres, la vidéo rend hommage aux années 1970, la période à laquelle la chanson fut réalisée la première fois. Madonna danse devant un drapeau américain géant, et certaines prises montrent des gens ordinaires, des enfants, une femme dans un magasin, des familles multiethniques qui posent pour une photo, un couple gay et lesbien qui s'embrassent. Il existe encore deux versions du clip affublées des remixes de Richard 'Humpty' Vission (les versions les plus utilisées par les radios), une version a été également produite par Dan-O-Rama Productions ainsi qu'une version montrant des images du film mais qui ne sera pas diffusée.
- Directeur : Philipp Stölzl
- Producteur : J.P. Fox
- Directeur de la photographie : John Mathieson
- Montage : Sven Budelmann
- Compagnie productrice : Oil Factory Inc.

#### Classements, volumes et certifications

##### Classements Mondiaux
Estimation mondiale des ventes du single: 5 700 000 exemplaires[réf. nécessaire]
| Pays        | Meilleure position | Ventes | Certification | Pays               | Meilleure position | Ventes | Certification |
| ----------- | ------------------ | ------ | ------------- | ------------------ | ------------------ | ------ | ------------- |
| Australie   | 1                  | —      | Or            | Autriche           | 3                  | —      | Or            |
| Belgique    | 6                  | —      | —             | Canada             | 1                  | —      | —             |
| Pays-Bas    | 4                  | —      | —             | Europe             | 1                  | —      | —             |
| Finlande    | 1                  | —      | —             | France             | 8                  | —      | Argent        |
| Allemagne   | 1                  | —      | Or            | Irlande            | 1                  | —      | —             |
| Israël      | 1                  | —      | —             | Italie             | 1                  | —      |               |
| Japon       | 1                  | —      | —             | Nouvelle-Zélande   | 4                  | —      | —             |
| Norvège     | 1                  | —      | —             | Espagne            | 1                  | —      | —             |
| Suède       | 1                  | —      | Platine       | Suisse             | 1                  | —      | Or            |
| Royaume-Uni | 1                  | —      | Or            | États-Unis Hot 100 | 29                 | —      | —             |

##### Classements Billboard
| Classement                                   | Meilleure position |
| -------------------------------------------- | ------------------ |
| U.S. Billboard Hot Adult Contemporary Tracks | 21                 |
| U.S. Billboard Hot Adult Top 40 Tracks       | 20                 |
| U.S. Billboard Top 40 Mainstream             | 16                 |
| U.S. Billboard Top 40 Tracks                 | 17                 |
| U.S. Billboard Hot Dance Club Play           | 1                  |
| U.S. Billboard Hot Dance Singles Sales       | 1                  |
| U.S. Billboard Latin Pop Airplay             | 40                 |
| United Chart                                 | 1                  |

### Reprise de Home Free
Le 3 février 2021, le groupe de country a cappella Home Free sort une nouvelle reprise de la chanson, d'une durée analogue à la version originale, et en collaboration avec Don McLean. C'est la première fois, en cinquante ans, que l'artiste originel enregistre une nouvelle version de sa chanson.
Intervenant dans le contexte de la crise sanitaire mondiale de covid-19, la chanson est accompagnée d'une collecte de fond en faveur de la NIVA Emergency Relief Fund, une association récoltant de l'argent pour soutenir les musiciens et producteurs en difficulté, les concerts et évènements musicaux étant pour la plupart annulés. La vidéo accompagnant la chanson sur YouTube, montrant les cinq chanteurs et Don McLean devant un montage de films et d'images de l'époque de la première version de la chanson, collecte au total plus de 1 320 000 dollars, en ayant fait environ de visionnages.